# Laneuville-sur-Meuse
Laneuville-sur-Meuse ist eine französische Gemeinde mit 446 Einwohnern (Stand 1. Januar 2022) im Département Meuse in der Region Grand Est. Sie gehört zum Arrondissement Verdun und zum Kommunalverband Pays de Stenay.

## Geografie
Die Gemeinde Laneuville-sur-Meuse liegt auf einer Höhe von 168 m über dem Meer, 38 Kilometer südöstlich von Sedan und 48 Kilometer nordwestlich von Verdun im äußersten Nordwesten Lothringens.
Das Dorf erstreckt sich am östlichen Rand der hier etwa zwei Kilometer breiten Talniederung der Maas, beiderseits des Dorfbaches Ruisseau de la Lieuse. Die östliche Gemeindegrenze wird zum Teil von der Wiseppe gebildet, einem kleinen Fluss, der auf Höhe Laneuville in die Maas mündet. Insofern erreicht das Gemeindegebiet nicht die Maas, obwohl der Gemeindename den Zusatz -sur-Meuse (an der Maas) verwendet. Der Streifen zwischen Laneuville und dem linken Maasufer mit dem ehemaligen Bahnhof und einer Papierfabrik gehört zur Kleinstadt Stenay, deren Kern sich auf der rechten Seite der Maas befindet.
Das 23,06 km² große Gemeindegebiet grenzt im Westen an das Département Ardennes und umfasst weite Teile des Forêt de Dieulet, der vom Maastal in die Landschaft der Argonnen überleitet. Neben dem Forêt de Dieulet gehören auch die Waldgebiete Bois de Laneuville und Teile des Bois de la Haie im Süden sowie Anteile am Forêt de Jaulnay im Norden zur Gemeinde, sodass sich ein Waldanteil von fast 80 % (1800 ha) an der Gesamtfläche der Gemeinde ergibt.
Nachbargemeinden von Laneuville-sur-Meuse sind Luzy-Saint-Martin und Cesse im Norden, Stenay im Osten, Wiseppe im Süden, Beauclair im Südwesten, Beaufort-en-Argonne und Belval-Bois-des-Dames im Westen sowie Beaumont-en-Argonne, Létanne und Pouilly-sur-Meuse im Nordwesten.

## Geschichte
Laneuville wurde als Vorort von Stenay (la Ville neuve devant Stenay / „die neue Stadt gegenüber Stenay“) 1244 angelegt. Der Waldreichtum der Gemeinde führte in der Geschichte häufig zu Streitigkeiten über die Nutzung durch die Anrainer, die erst im 19. Jahrhundert beigelegt wurden.
Bereits im 18. Jahrhundert gab eine Brauerei und eine Mälzerei in Laneuville. Das Bierbrauen wurde um 1850 eingestellt. Das Brauhaus aus dem Jahr 1830 ist heute das Bürgermeisterhaus (Mairie). Bis zum Ersten Weltkrieg existierte in Laneuville eine Seifenfabrik. Die industriellen Aktivitäten verlagerten sich im 20. Jahrhundert in die Nachbarstadt Stenay.
Trotz der Zerstörungen im Ersten und Zweiten Weltkrieg (ein 1966 errichtetes Denkmal in Form eines Bajonettes erinnert an die Kämpfe im Mai und Juni 1940) sind noch einige Bauten aus dem 17. und 18. Jahrhundert erhalten, darunter die Kirche Saint-Nicolas.

### Bevölkerungsentwicklung
| Jahr      | 1962 | 1968 | 1975 | 1982 | 1990 | 1999 | 2006 | 2014 | 2021 |
| --------- | ---- | ---- | ---- | ---- | ---- | ---- | ---- | ---- | ---- |
| Einwohner | 532  | 561  | 593  | 529  | 439  | 425  | 391  | 430  | 446  |

Im Jahr 1831 wurde mit 766 Bewohnern die bisher höchste Einwohnerzahl ermittelt. Die Zahlen basieren auf den Daten von cassini.ehess und INSEE.

## Sehenswürdigkeiten
- Kirche St. Nikolaus (Église Saint-Nicolas), zwischen 1697 und 1704 errichtet, Monument historique[3]
- Lavoir, Monument historique[4]
- Château de Laneuville, ursprünglich aus dem 17., umgebaut im 19. Jahrhundert, ehemalige Residenz der Familie Lapisse de La Mothe, besitzt eine zum Hof blickende Hauptfassade, ein Eingangsportal mit Dreiecksgiebel, Nebengelasse, ein Taubenhaus und einen Park

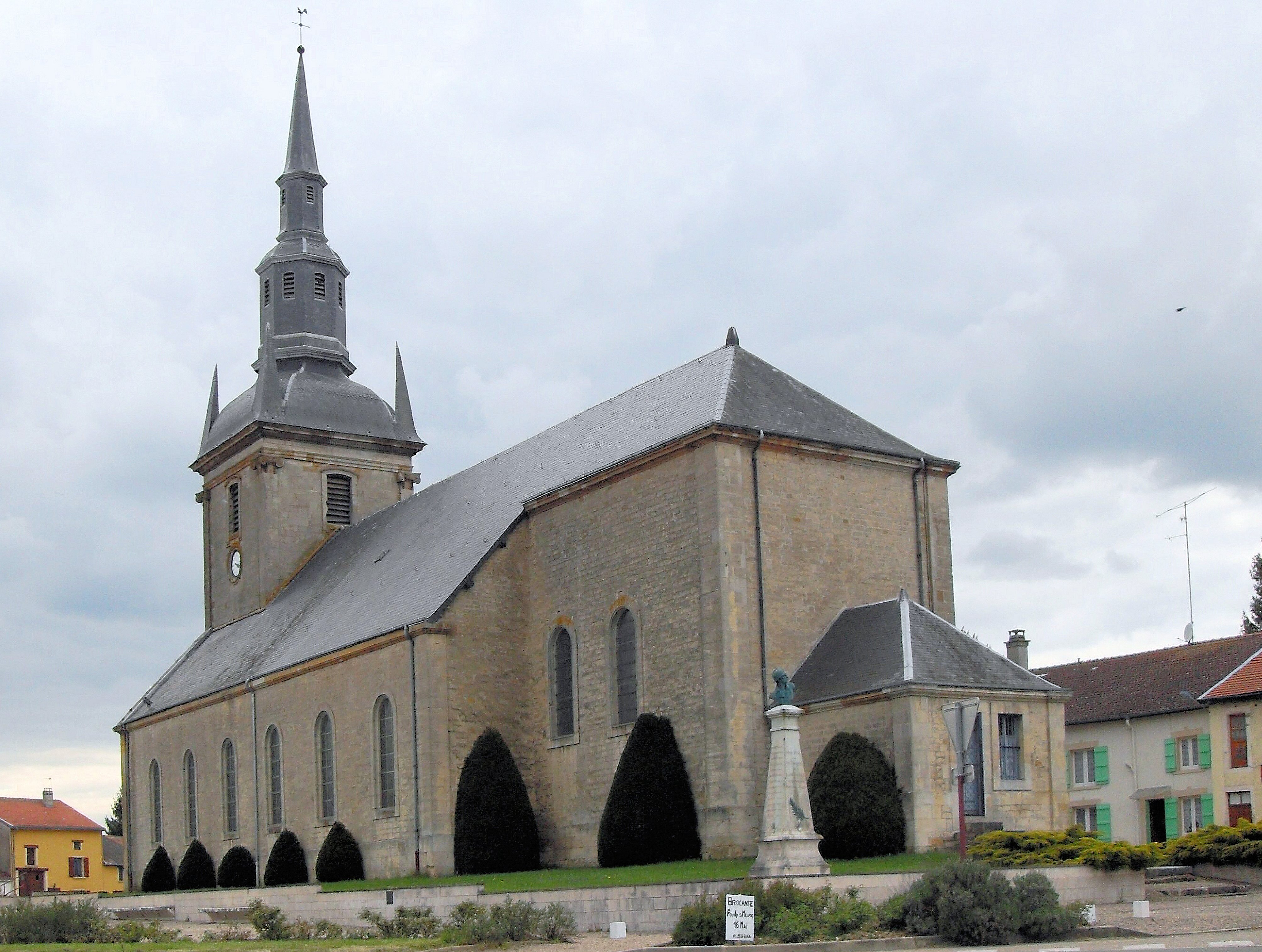
Kirche St. Nikolaus
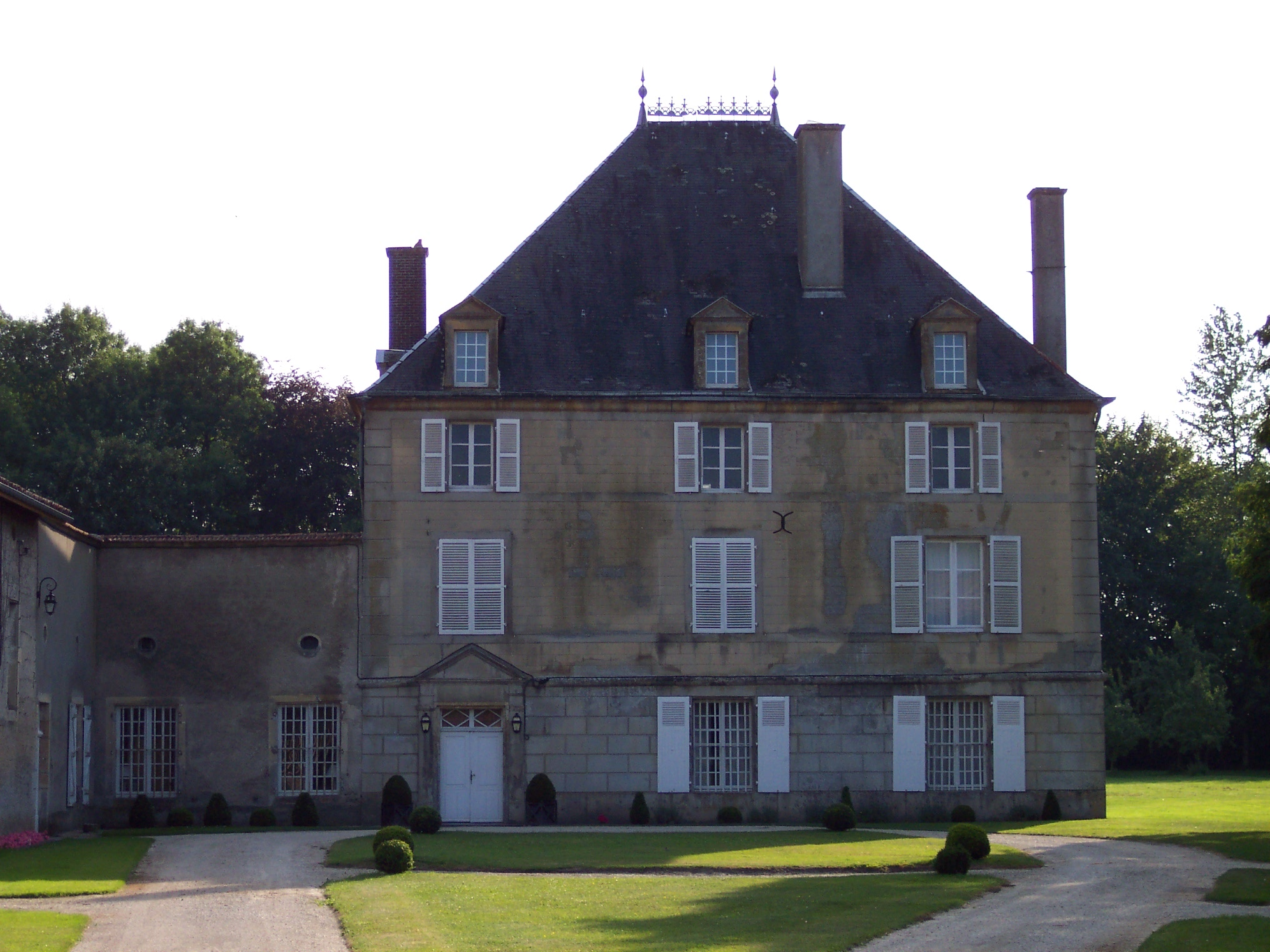
Château de Laneuville
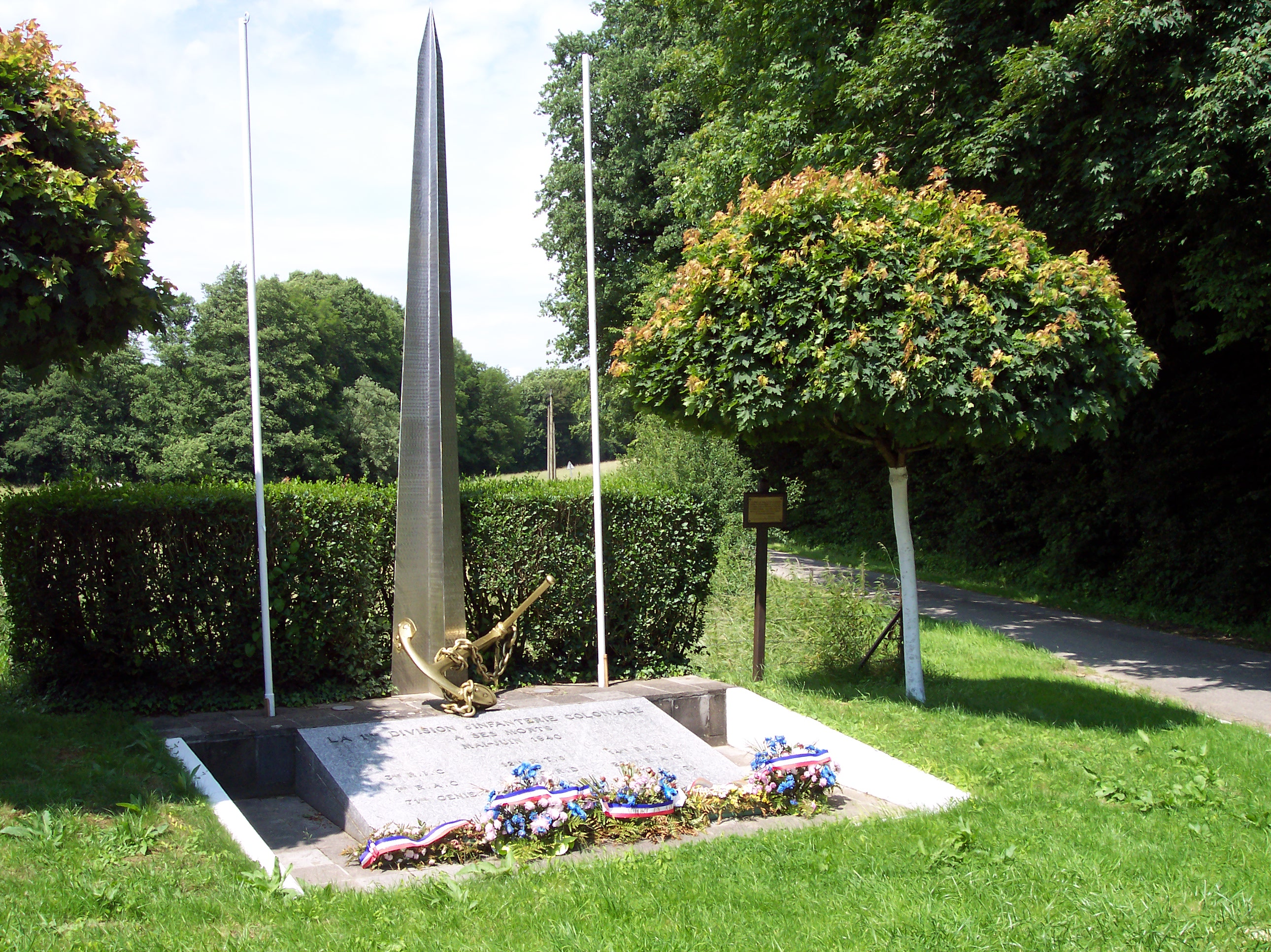
Gefallenendenkmal

## Wirtschaft und Infrastruktur
In der Gemeinde Laneuville-sur-Meuse sind elf Landwirtschaftsbetriebe ansässig (Milchviehhaltung, Pferde- und Rinderzucht).
Durch Laneuville-sur-Meuse führt die Fernstraße von Vouziers über Stenay nach Montmédy als Teil der Verbindung von Reims nach Luxemburg. Weitere Straßen verbinden Laneuville mit den Nachbargemeinden Cesse, Wiseppe und Beaumont-en-Argonne.

## Persönlichkeiten
Anne Pierre Nicolas de Lapisse (1773–1850), französischer Brigadegeneral der Genietruppe, seit 1835 Pensionär auf Château de Laneuville, wo er am 24. Februar 1850 verstarb.

## Belege
1. ↑  Laneuville-sur-Meuse auf cassini.ehess.fr
2. ↑  Laneuville-sur-Meuse auf INSEE
3. ↑  Église Saint-Nicolas in der Base Mérimée des französischen Kulturministeriums (französisch)
4. ↑  Lavoir in der Base Mérimée des französischen Kulturministeriums (französisch)
5. ↑  Landwirtschaftsbetriebe auf annuaire-mairie.fr (französisch)